# Моркині Гори
Моркині Гори (рос. Моркины Горы) — село в Бежецькому районі Тверської області Російської Федерації.
Населення становить 367 осіб. Входить до складу муніципального утворення Моркиногорське сільське поселення.

## Історія
Від 2005 року входить до складу муніципального утворення Моркиногорське сільське поселення.

## Населення
| 1859 | 1887 | 1989 | 1997 | 2002 | 2008 | 2010 |
| ---- | ---- | ---- | ---- | ---- | ---- | ---- |
| 431  | ↗486 | ↗501 | ↘492 | ↘397 | ↘394 | ↘367 |